# 先天性パラミオトニア
先天性パラミオトニア（せんてんせいパラミオトニア、英: Paramyotonia Congenita, PCまたはPMC）は、「パラドキシカル」（逆説的）なミオトニア（筋緊張、筋強直）の症状を特徴としている、稀な先天性で優性遺伝の神経筋疾患である。パラドキシカルというのは、先天性ミオトニアなどの古くから知られるミオトニアが運動によって緩和されるのに対し、この疾患の場合は運動で症状が悪化するという、逆の特徴をもつためである。先天性パラミオトニーとも呼ばれる。
PCは低温に誘発される点からも先天性ミオトニアと異なる。周期性四肢麻痺ではカリウムが麻痺を引き起こすことが知られるが、PCもカリウムの関与を認める場合がある。PCは典型的には10歳までの間に発症し、浸透度は100%である。この疾患の患者は、通常、顔面または上肢にミオトニアが現れる。下肢が侵されるのは比較的少ない。
難病法により、非ジストロフィー性ミオトニー症候群の一部として指定難病となった。

## 原因
PCは、常染色体優性遺伝で、骨格筋型ナトリウムチャネルαサブユニット(SCN4A)の遺伝子異常を原因とする。

## 疫学
日本における患者数は約1000人とされている。

## 症状
外眼筋・顔面筋・舌筋を含む全身の骨格筋をふくんだ筋肉の強直（こわばり）を主症状とする。手を強く握ったあと開きにくい（把握ミオトニー、グリップミオトニア）、診察用ハンマーで筋肉を叩くと筋が収縮する（叩打ミオトニー、パーカッションミオトニア）などがみられる。筋の強直には痛みを伴うことがある。運動を始めた際に見られることが多いが、先天性ミオトニーなどと違って、筋を繰り返し収縮 させることにより筋強直が悪化する。筋強直は冷えることにより悪化し、しばしば一時的な麻痺さえ起こる。筋肥大によりヘラクレス様体型となることもあるが、逆に進行性の筋萎縮・筋力低下がみられる症例もある。幼少期からの筋強直がある場合、関節拘縮、脊柱側弯などの骨格変形を伴いうる。

## 診断
日本では難病法で用いるために、ミオトニー症候群を対象とした診断基準が作成された。以下にミオトニー症候群を対象とした診断基準から、PCに関係する部分のみ略記する。
①②③に加え、④あるいは⑤を認めた上で除外診断を行い診断すれば確実。 ①②③を認めた上で除外診断を行い診断すればほぼ確実と述べられている。
①ミオトニーを認める 臨床的にミオトニー現象を認めるか、針筋電図でミオトニー放電を認める。
臨床的なミオトニー現象（筋強直現象）の具体例
眼瞼の強収縮後に弛緩遅延(lid lag)。
手指を強く握った後に弛緩遅延（把握ミオトニー、グリップミオトニア）。
診察用ハンマーで母指球や舌などを叩くと筋収縮（叩打ミオトニー、パーカッションミオトニア）。
ミオトニー現象の程度 は、痛みや呼吸障害をきたすような重篤なものから、軽い筋のこわばり程度のものまである。 繰り返しでの増悪、寒冷での悪化を認めることがある。
② 発症は10歳以下。
③ 発症の初期には筋力低下・筋萎縮を認めない。
④ 常染色体優性あるいは劣性遺伝の家族歴がある。
⑤ 骨格筋型ナトリウムチャネルのαサブユニットに本疾患特異的な変異を認める。
除外診断としては、筋強直性ジストロフィー、シュワルツ・ヤンペル症候群、アイザックス症候群、糖原病２型（Pompe 病）が挙げられている。

## 治療
PCの治療は、対症療法のみである。抗不整脈薬であるメキシレチンなど、抗痙攣薬であるカルバマゼピンなどが症状を改善する。
他にもアセタゾラミドが有効な場合がある。ミオトニアの引き金となる出来事（トリガー）を避けるのも、効果的である。

## 予後
一般的には非進行性と言われている。しかし、筋力低下や筋萎縮を生じる症例が存在する。重度の例では、乳幼児期に強度の筋強直によりチアノ ーゼなどの呼吸不全や哺乳困難を生じることもある。